# Nacerdes guizhouensis
Nacerdes guizhouensis is een keversoort uit de familie schijnboktorren (Oedemeridae). De wetenschappelijke naam van de soort is voor het eerst geldig gepubliceerd in 2001 door Švihla.